# Liste der Monuments historiques in Boeschepe
Die Liste der Monuments historiques in Boeschepe führt die Monuments historiques in der französischen Gemeinde Boeschepe auf.

## Liste der Bauwerke
| Bezeichnung             | Beschreibung           | Standort                     | Kennzeichnung | Schutzstatus | Datum | Bild           |
| ----------------------- | ---------------------- | ---------------------------- | ------------- | ------------ | ----- | -------------- |
| Moulin de l’Ingratitude | Windmühle, erbaut 1802 | 165, rue de Westoutre (Lage) | PA00107378    | Inscrit      | 1977  | weitere Bilder |

## Liste der Objekte
- Monuments historiques (Objekte) in Boeschepe in der Base Palissy des französischen Kultusministeriums